# Rasbora rheophila
Rasbora rheophila is een straalvinnige vissensoort uit de familie van de eigenlijke karpers (Cyprinidae). De wetenschappelijke naam van de soort is voor het eerst geldig gepubliceerd in 2012 door Maurice Kottelat.
De soort werd ontdekt in het noorden van Borneo, in de Maleisische staat Sabah en in de Indonesische provincie Oost-Kalimantan.